# Андреевка (Сквирский район)
Андре́евка (укр. Андріївка) — село, входит в Сквирский район Киевской области Украины.
Население по переписи 2001 года составляло 24 человека. Почтовый индекс — 09030. Телефонный код — 4468. Занимает площадь 0,35 км². Код КОАТУУ — 3224081203.

## Местный совет
09030, Київська обл., Сквирський р-н, с.Великополовецьке, вул. Леніна,34